# Guldpiplärka
Guldpiplärka (Tmetothylacus tenellus) är en afrikansk fågel i familjen ärlor inom ordningen tättingar.

## Kännetecken

### Utseende
Guldpiplärkan är en 18 centimeter lång fågel som gör skäl för sitt namn med hanens mycket färgglada dräkt: lysande gula vingar och stjärtsidor, svavelgul undertill med ett svart band tvärs över bröstet. Honan har gulkantade handpennor, beigefärgad undersida med gulaktig buk. Ungfågeln liknar honan men har streckat bröst.

### Läte
Guldpiplärkan levererar en sång, i flykten eller från en sittplats, bestående av en serie flöjtlika visslingar.

## Utbredning
Guldpiplärkan förekommer i sydöstra Sydsudan, södra och östra Etiopien, Somalia, norra Uganda, östra Kenya och östra Tanzania. Den har tillfälligt påträffats i Oman, 17-24 juni 1983. Arten är delvis nomadisk eller flyttfågel. 

## Systematik
Fågeln placeras som enda art i släktet Tmetothylacus. Den är närmast släkt med piplärkorna i Hemimacronyx samt sporrpiplärkorna i Macronyx. Fågeln behandlas som monotypisk, det vill säga att den inte delas in i några underarter.

## Levnadssätt
Guldpiplärkan förekommer i torr Acacia-buskskog och snåriga gräsmarker. Den lever av små insekter och troligen även andra ryggradslösa djur som den fångar i gräsmarker eller plockar från bar mark eller växtlighet.

## Status och hot
Arten har ett stort utbredningsområde och en stor population med stabil utveckling och tros inte vara utsatt för något substantiellt hot. Utifrån dessa kriterier kategoriserar internationella naturvårdsunionen IUCN arten som livskraftig (LC). Världspopulationen har inte uppskattats men den beskrivs som vanlig i nordvästra och södra Somalia, lokalt vanligt i Kenya och Tanzania samt ovanlig i Sydsudan.